# 森川耕平
森川 耕平（もりかわ こうへい）は、日本の映像作家、アニメーター。美術大学卒業。

## 作品一覧

### ミュージックビデオ
- トレイン / ケツメイシ（2007年4月11日発売・14thシングル）